# 白城なお
白城 なお（しらき なお、12月30日 - ）は、日本の女性声優。石川県出身。アルディ所属。

## 経歴
幼少期にプレイした「テイルズオブシリーズ」がきっかけで声優という職業を知り、志すようになる。
中学卒業後、就職し社会に出たが、「このままでいいのかな。何かちゃんと目指すものを決めたい」という悩みから、好きだったアニメを見ていた時に声優の演技からその世界に入りたいと思い、すぐに学べる場所を探し、日本ナレーション演技研究所に通う事を決めた。両親には反対はされなかったものの、石川県在住で上京して代々木校に通うことを考えたが、父から心配され、「まずは東京で10日間ホテルに泊まって、東京の街や日ナレの前を歩いてみて。やっていけるかどうか、自分でちゃんと確認してからにしてほしい」と言われたという。その後、「ここでレッスンしてるんだ、私も通いたい！」という思いから親に「入所面接受けます」と伝えた。また、日ナレを選んだ理由は自身が好きな声優がグループプロダクションに所属しており、日ナレに通えばそのプロダクションに入ることができる可能性があることが決め手だったという。上京後、通信制の高校にも通い始め、高校のレポートやアルバイトをしながら週3日レッスンに通っていた。
研修科1年目終了後、所内オーディションに合格し、アーツビジョン所属となった。1か月後にゲームアプリにて声優デビュー。デビュー3年目の頃に『ようこそ実力至上主義の教室へ』で初のレギュラーを獲得。
2021年6月30日付でアーツビジョンを退所し、同年7月1日付でアニメイトグループが運営するアルディ所属となった。

## 人物・エピソード
好物は出身である石川県の名産、香箱ガニ。冬に地元に立ち寄った際は必ず食べるという。
趣味はゲームと野球観戦。プロ野球をよく観戦し、夏には高校野球を応援する。中学の時はソフトボール部に所属、ポジションはライトを守っていたとのことである。
白城は『ようこそ実力至上主義の教室へ』（白波千尋役）が自身初のレギュラー出演作品およびキャラクターデザインが完全に決まっている役柄の作品であり、当時はあまりの緊張で何度も痰が絡まる事態に陥ったという。また、白城は慣れていなかったことから音響監督による修正指示を台本に書き込む作業が間に合わず、収録現場に居合せていた事務所の先輩であるLynn（佐藤麻耶役）の台本を盗み見しながら書き写していたという。

## 出演
太字はメインキャラクター。

### テレビアニメ
2016年
- ラブライブ!サンシャイン!!（女子生徒）
- ツキウタ。 THE ANIMATION（女性アナウンス）
- アイカツスターズ!（レイナ）
- 灼熱の卓球娘（隼学園女子）
- ブレイブウィッチーズ（秋山）

2017年
- ちるらん にぶんの壱（京女）
- キラキラ☆プリキュアアラモード（女の子）
- ようこそ実力至上主義の教室へ（2017年 - 2024年、白波千尋） - 2シリーズ
- アニメガタリズ（女子生徒）
- このはな綺譚（巫女A〈牡丹〉、妹、少女、女子高生、猿 他）
- 妹さえいればいい。（友人A）
- 魔法使いの嫁（ドラゴンの雛、ドラゴン）
- 十二大戦（友だちA）

2018年
- メルヘン・メドヘン（女生徒）
- Butlers〜千年百年物語〜（東埜日菜子、女性）
- ゆらぎ荘の幽奈さん（式神）
- メルクストーリア -無気力少年と瓶の中の少女-（パルティシャン）

2019年
- まんなかのりっくん@きんてれ（くう、子供たち）
- 同居人はひざ、時々、頭のうえ。（男の子、女性、女性(1)、先生、少年）
- 約束のネバーランド（2019年 - 2021年、チェンバレン、イベット） - 2シリーズ
- Re:ステージ! ドリームデイズ♪（女子生徒、女の子、アイドル、稀星学園本校生徒、観客）

2020年
- とある科学の超電磁砲T（藍鈴生徒、少女、運営委員）
- 球詠（川口芳乃）
- ハクション大魔王2020（スタッフ）
- キミと僕の最後の戦場、あるいは世界が始まる聖戦（2020年 - 2025年、ミスミス・クラス） - 2シリーズ
- ご注文はうさぎですか? BLOOM（カリン）

2021年
- はたらく細胞!!（血小板3）
- 迷宮ブラックカンパニー（ハバキリ）

2022年
- 怪人開発部の黒井津さん（松山平気）
- 咲う アルスノトリア すんっ!（ルシダリウス）

2023年
- 老後に備えて異世界で8万枚の金貨を貯めます（ルーヘン）
- アリス・ギア・アイギス Expansion（新谷芹菜）

2024年
- 月が導く異世界道中 第二幕（店員）

2025年
- アラフォー男の異世界通販（貴族）

### 劇場アニメ
- 映画 妖怪学園Y 猫はHEROになれるか（2019年）

### Webアニメ
- ゼノンザード THE ANIMATION（2020年、女の子）
- 星Xからのラッコ（2024年、ジュゴン、ウミガメ[18]）
- 反逆のヴァルキリア (2025年、ノート[19])

### ゲーム
2015年
- クイズRPG 魔法使いと黒猫のウィズ（テルミド）
- 天空のクラフトフリート
- 刻のイシュタリア
- モン娘☆は〜れむ（ブラン）

2016年
- 円環のパンデミカ code-S-（四浄セイカ）
- 激突！ブレイク学園（琥珀マヤ）
- 幻獣契約クリプトラクト（ジュディス）
- 少女とドラゴン -幻獣契約クリプトラクト-（ロウリー）
- サムライライジング
- 戦国姫譚MURAMASA-雅-
- レムリア〜Strada Of Chain〜（小夜、イーリス）
- ミラクルニキ（エレナ）

2017年
- ぐるぐる召喚マジカルギア（グィネヴィア）
- 追放選挙（姫野実乃璃）
- ファイアーエムブレム ヒーローズ（2017年 - 2020年、シャニー、フロリーナ）
- BLUE REFLECTION 幻に舞う少女の剣（多谷史緒）
- 幻獣契約クリプトラクト　(アイリス)

2018年
- 天華百剣 -斬-（燭台切光忠）
- アリス・ギア・アイギス（2018年 - 2024年、新谷芹菜）
- ゆりなつ-民宿かがや-（加賀谷花）
- 放置少女〜百花繚乱の萌姫たち〜（虞姫、曹植）
- 刀使ノ巫女 刻みし一閃の燈火（須原里香）
- 艦隊これくしょん -艦これ-（2018年 - 2022年、Samuel B.Roberts、Johnston） - 2作品
- デスティニーチャイルド（フリージア）

2019年
- ラングリッサー_モバイル（シェルファニール）
- オメガラビリンス ライフ（風花の精霊）
- AI: ソムニウム ファイル（左岸イリス）
- Z/X Code OverBoost（緊那羅、ケィツゥー）
- けものフレンズ3（オオタカ）

2020年
- ボク姫PROJECT（龍宮院ウラン）
- 東方LostWord（博麗霊夢、パチュリー・ノーレッジ、アリス・マーガトロイド、魂魄妖夢、綿月依姫）
- ファイナルファンタジー・クリスタルクロニクル リマスター（プレイヤーボイス）
- 戦の海賊-センノカ-（ペトラ）

2021年
- 咲う アルスノトリア（ルシダリウス）
- きららファンタジア（川口芳乃）
- ブラック・サージナイト（デイル、リアンダー）
- かんぱに☆ガールズ（[蒼癒]アイノア・ヒア、[蒼騎]メルノア・ヒア）
- フェアリースフィア（アマガエル）

2022年
- ヴェルヴェット・コード（黒潮、フリードリヒ・エッコルト）
- AI: ソムニウム ファイル ニルヴァーナ イニシアチブ（左岸イリス）
- 誓約少女 〜祝砲の元に集いし戦姫たち〜（ヨークタウン、Z46）
- アズールレーン（アルビオン）

2023年
- アフターイメージ（アロス）
- ステーションメモリーズ!（尺土るる）
- なつもん! 20世紀の夏休み（駅前ママ)
- 奏でて女子校～なでじょ～（ヴィーゲ&ヴィーセ、シャーロット）

2024年
- マツリカの炯-kEi- 天命胤異伝（小蝶）

2025年
- アンカーパニック（マーセリン、スピリット）
- おねがい社長！（千歳藍希）
- 伊達鍵は眠らない - From AI：ソムニウムファイル（左岸イリス）
- 新月同行 （ギョクロ）

### 吹き替え
- ロスト・ボーイズ
- それでも、やっぱりパパが好き!

### ラジオ
※はインターネット配信。
- ゲームさんとラジオ（2018年 - 2021年、新潟放送他）[47]

### ラジオドラマ
- ダヤンと霧の竜（2023年、バニラ[48]）
- 俺はまだ、本気を出していない（2024年、ミデア[49]）
- ダヤン、奇妙な夢をみる（2024年、バニラ[50]）
- ダヤン、クラヤミの国へ（2025年、バニラ[51]）

### テレビ番組
※はインターネット配信。
- 白城なおのなおさらしろしろ!（2020年 - 2021年、ニコニコ生放送※）
- 白城なおの「ぬんスポ！」（2021年 - 2022年、ニコニコ生放送※）[52]

### オーディオブック
- 夜の辛夷（2019年[53]、ともえ[54]）
- 仮面病棟（2020年、川崎愛美[55]）
- おいしいごはんが食べられますように（2022年、芦川[56]）

### ドラマCD
- ウマ娘 プリティーダービー STARTING GATE 06（2017年、グッズ売り場バイト[57]）
- 本橋兄弟 (2018年、カフェ客、テレビ音声[58])
- 双子の魔法使いリコとグリ スィートドラマ2　（2018年、女子学生[59]）
- Z/X -Zillions of enemy X- NF DramaCD ⑱「ごーじゃすしっくすばーず」（2021年、緊那羅[60]）

### 朗読劇
- シルエクト vol.1 - 四方形の花束/わすれもの（2021年11月6日 - 7日、JOYJOY シアター[61]）
- 人形町エンタ祭り2024夏（2024年8月15日、日本橋社会教育会館 ホール[62]）
- 美術室に置き去りにされた天使-再演- (2025年4月2日、4日、6日、シアターサンモール) - 桔梗役[63]

### その他コンテンツ
- デンソー コンセプトムービー（2018年、エアリー[64]）
- みらい文庫ちゃんねる チーム怪盗JET 王子とフリョーと、カゲうすい女子!?（2019年、アカリ[65]）
- デンソー コンセプトムービーVer.2（2019年、ディータ[66]）
- 一億人の英会話（日本語音声[67]）
- アリスグリント（秘書アリス[68]）
- 声優e-Sports部（4期生[69]）
- 転生したら最愛の家族にもう一度出会えました前世のチートで美味しいごはんをつくりますCM（アーシェラ[70]）
- GameWithYouTubeチャンネル（ファイン、ナレーション[71]）

## ディスコグラフィ

### キャラクターソング
| 発売日        | 商品名                                     | 歌                                                                   | 楽曲                                  | 備考                                   |
| ------------- | ------------------------------------------ | -------------------------------------------------------------------- | ------------------------------------- | -------------------------------------- |
| 2020年4月29日 | 百華繚乱 弐                                | 燭台切光忠（白城なお）、千子村正（前田佳織里）、鶴丸国永（本泉莉奈） | 「胸キュンサマーにCheck In, Please♪」 | ゲーム『天華百剣 -斬-』関連曲          |
| 2020年5月27日 | Never Let You Go!/プラスマイナスゼロの法則 | 新越谷高校女子野球部                                                 | 「プラスマイナスゼロの法則」          | テレビアニメ『球詠』エンディングテーマ |
| 2020年5月27日 | Never Let You Go!/プラスマイナスゼロの法則 | 川口芳乃（白城なお）                                                 | 「プラスマイナスゼロの法則」          | テレビアニメ『球詠』関連曲             |
| 2021年7月21日 | 百華繚乱 参                                | 燭台切光忠（白城なお）、富田江（米澤円）、振分髪広光（渡谷美帆）     | 「円卓はルーレットじゃないから」      | ゲーム『天華百剣 -斬-』関連曲          |

## イベント

### 単独イベント
| 出演日         | タイトル                                   | 会場                         | 備考 |
| -------------- | ------------------------------------------ | ---------------------------- | ---- |
| 2024年07月07日 | 白城なお First Event in アニメイトシアター | アニメイトシアター（東京都） |      |

### シリーズ一覧
1. ↑  第1期（2017年）、第3期『3rd Season』（2024年）
2. ↑  Season I（2020年）、Season II（2024年 - 2025年）
3. ↑  『艦これ』（2013年 - 2022年）、『艦これアーケード』（2022年）

### 初出話一覧
1. ↑  Season II 第5話初出
2. ↑  Season I 第1話初出
3. ↑  第8話初出
4. ↑  第4話初出
5. ↑  第5話初出
6. ↑  第9話初出

### ユニットメンバー
1. ↑  前田佳織里、天野聡美、野口瑠璃子、橋本鞠衣、永野愛理、北川里奈、富田美憂、宮本侑芽、本泉莉奈、白城なお